# Liga Nacional Bolivariana de Béisbol
La Liga Nacional de Béisbol, o LNB por sus siglas, fue una liga semi-profesional de béisbol de Venezuela. Fue creada para ofrecer una alternativa a los beisbolistas que tenían pocas posibilidades de jugar fuera de Venezuela durante los meses que se encuentra inactiva la Liga Venezolana de Béisbol Profesional y para consolidar la práctica del béisbol en otras regiones de Venezuela. También ha servido de escenario para los peloteros veteranos que desean alargar su trayectoria deportiva. Fue patrocinada exclusivamente por PDVSA,

## Historia
Fue fundada el 25 de febrero de 2005 por iniciativa del entonces Instituto Nacional de Deportes. Anterior a esta liga, existió durante varios años la Liga Profesional de Verano, un campeonato que se jugaba durante los meses de verano. Pero la Liga de Verano desapareció a mediados de la década de los noventa del siglo pasado.

## Equipos temporada 2019

### Región Occidental
| Equipo                   | Sede del club       | Estadio                                        |
| ------------------------ | ------------------- | ---------------------------------------------- |
| Cachorros de Falcón      | Punto Fijo, Falcón  | Estadio Municipal Eduardo “Tata” Amaya         |
| MICHIGAN DE LARA ROJOS   | Barquisimeto, Lara  | Estadio Daniel Chino Canónico, Barquisimeto    |
| LANCEROS DE PORTUGUESA   | Araure, Portuguesa  | Estadio Julio Hernández M.                     |
| TRUJILLANOS BBC          | Trujillo, Trujillo  | Estadio Dr. Humberto González Albano, Trujillo |
| Criollitos de Tinaquillo | Tinaquillo, Cojedes | Estadio Gustavo "Patón" Martínez               |

### Región Central
| Equipo                | Sede del club             | Estadio                                    |
| --------------------- | ------------------------- | ------------------------------------------ |
| Rayas de Vargas       | Catia La Mar, Vargas      | Estadio César Nieves                       |
| Estudiantes de la UCV | Caracas                   | Estadio Universitario                      |
| LOS ANGELES BBC       | Macarao, Distrito Capital | Estadio Daniel "Chino" Canónico de Caracas |
| Cacaoteros de Miranda | UNIMET, Miranda           | UNIVERSIDAD METROPOLITANA. CARACAS MIRANDA |

### Región Oriental
| Equipo                  | Sede del club         | Estadio               |
| ----------------------- | --------------------- | --------------------- |
| Embajadores de Monagas  | Maturín, Monagas      | Estadio Las Comunales |
| Anaco Sport Club        | Anaco, Anzoátegui     | Estadio Pedro Gómez   |
| FUNDACIÓN ANTONIO ARMAS | Barcelona, Anzoátegui | PIRITU Y BARCELONA    |
| Pescadores de Sucre BBC | Marigüitar, Sucre     | Estadio CHICO ZAPATA  |

## Equipos temporada 2017
Fuente: Correo del Orinoco

### Región Occidental
| Equipo                   | Sede del club            | Estadio                                |
| ------------------------ | ------------------------ | -------------------------------------- |
| OSP Puerto Cabello       | Puerto Cabello, Carabobo | Estadio Independencia                  |
| Cachorros de Falcón      | Coro, Falcón             | Estadio José David Ugarte de Coro      |
| Cimarrones de Yaracuy    | San Felipe, Yaracuy      | Estadio de Béisbol Yaracuy             |
| Titanes de la UNEY       | Nirgua, Yaracuy          | Estadio Alejandro Carrasquel de Nirgua |
| Criollitos de Tinaquillo | Tinaquillo, Cojedes      | Estadio Gustavo "Patón" Martínez       |

### Región Andino-Llanera
| Equipo                   | Sede del club          | Estadio                                         |
| ------------------------ | ---------------------- | ----------------------------------------------- |
| Cafetaleros del Táchira  | San Cristóbal, Táchira | Estadio Metropolitano de San Cristóbal          |
| Cóndor de Mérida BBC     | Mérida, Mérida         | Estadio Libertador                              |
| Lanceros de Portuguesa   | Acarigua, Portuguesa   | Estadio Bachiller Julio Hernández Molina        |
| Petroleros de Barinas    | Barinas, Barinas       | Estadio Cuatricentenario                        |
| Universitarios del Zulia | Maracaibo, Zulia       | Estadio Luis Aparicio El Grande                 |
| Trujillanos BBC          | Trujillo, Trujillo     | Estadio Dr. Humberto González Albano            |
| Rojos de Lara            | Barquisimeto, Lara     | Estadio Daniel "Chino" Canónico de Barquisimeto |

### Región Central
| Equipo                | Sede del club                   | Estadio                                    |
| --------------------- | ------------------------------- | ------------------------------------------ |
| Rayas de Vargas       | Catia La Mar, Vargas            | Estadio César Nieves                       |
| Estudiantes de la UCV | Caracas                         | Estadio Universitario                      |
| Indígenas de Caracas  | Macarao, Distrito Capital       | Estadio Daniel "Chino" Canónico de Caracas |
| Patriotas de Guárico  | San Juan de los Morros, Guárico | Estadio Pancho Pepe Cróquer                |
| Cacaoteros de Miranda | Mamporal, Miranda               | Estadio Carlos Cañón Quintana de Mamporal  |

### Región Oriental
| Equipo                 | Sede del club                | Estadio                             |
| ---------------------- | ---------------------------- | ----------------------------------- |
| Guerreros de Sucre     | Carúpano, Sucre              | Estadio José Francisco Bermúdez     |
| Embajadores de Monagas | Maturín, Monagas             | Estadio Las Comunales               |
| Anaco Sport Club       | Anaco, Anzoátegui            | Estadio José Del Carmen Aristigueta |
| Deportivo Anzoátegui   | Barcelona, Estado Anzoátegui | Estadio Venezuela                   |
| Diamantes de Bolívar   | Ciudad Bolívar, Bolívar      | Estadio Tomás Heres                 |
| Waraos del Delta       | Tucupita, Delta Amacuro      | Estadio Isaías “Látigo” Chávez      |

## Campeones
| Temporada | Equipo                   |
| --------- | ------------------------ |
| 2005      | Lanceros de Portuguesa   |
| 2006      | Lanceros de Portuguesa   |
| 2007      | Rojos de Lara            |
| 2008      | Rojos de Lara            |
| 2009      | Guerreros de Sucre       |
| 2010      | Pioneros del Tigre       |
| 2011      | Petroleros de Barinas    |
| 2012      | Petroleros de Barinas    |
| 2013      | Criollitos de Tinaquillo |
| 2014      | Trujillanos BBC          |
| 2015      | Guerreros de Sucre       |
| 2016      | Cacaoteros de Miranda    |
| 2017      | Cacaoteros de Miranda    |
| 2018      | Cacaoteros de Miranda    |